# Corydoras delphax
Corydoras delphax è un pesce tropicale d'acqua dolce, appartenente alla famiglia Callichthyidae.

## Distribuzione e habitat
Colombia, nel bacino del Rio Inirida, in piccoli e medi corsi d'acqua moderatamente correnti. I valori delle acque in cui vive sono: temperatura 22-26 °C, pH 6-7 e durezza 8-15° dGH.

## Descrizione
Lunghezza: fino a 6 cm.
Le caratteristiche fisiche del corpo non si discostano di molto da quelle degli altri Corydoras.
Dimorfismo sessuale: le femmine mature si riconoscono per il ventre gonfio di uova.

## Comportamento
Pacifico e socievole. Vive in gruppi di non meno di 10 esemplari.

## Riproduzione
Simile a quella degli altri Corydoras.

## Acquariofilia
In commercio si trovano perlopiù individui catturati in natura, se ben acclimatati si rivelano però molto robusti e adatti anche ai principianti. Si può allevare in vasche di comunità di almeno 100 litri e riprodurre con successo in cattività, anche se rimane comunque un pesce raro. Uno “spazzino” ideale, va tenuto in gruppo ed è ospite ideale degli acquari di comunità. Allevare un numero minimo di 10 individui.